# Ein Schloß am Wörthersee

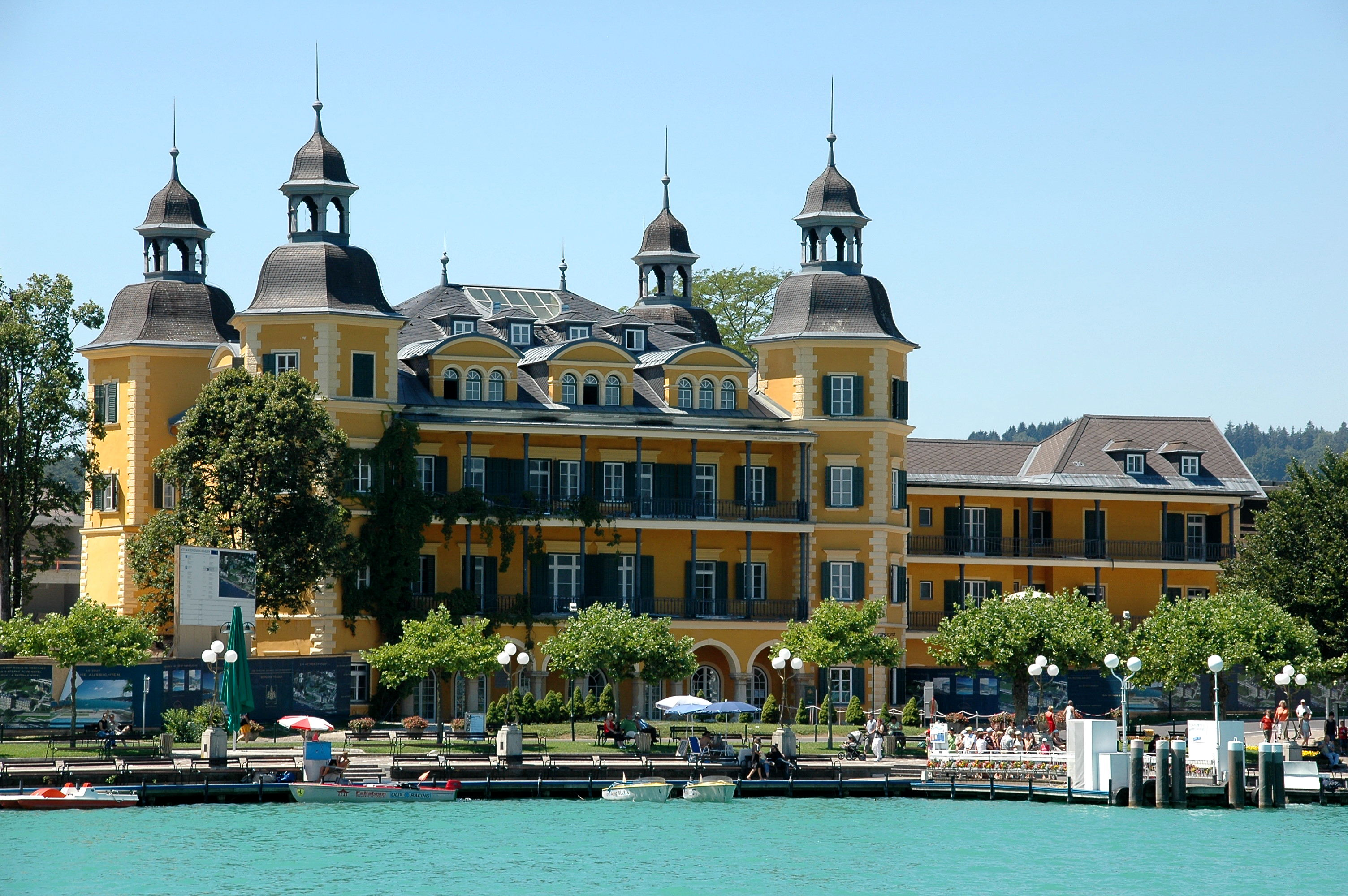
Schloss Velden war der namensgebende Drehort der Fernsehserie

Ein Schloß am Wörthersee ist eine 34-teilige deutsch-österreichische Fernsehserie, die in den Jahren 1990 bis 1992 von Lisa Film für den deutschen Fernsehsender RTL produziert wurde. In den Staffeln 1 und 2 spielt Roy Black die Hauptrolle, in Staffel 3 Uschi Glas.

## Handlung
Lennie Berger erbt von seinem Onkel das „Schloßhotel Velden“ und will Schwung in dessen Verwaltung bringen, da es etwas „angestaubt“ wirkt. Jedoch weckt dies den Widerstand  der Angestellten sowie der Hotels rund um den Wörthersee. Prominentester Vertreter des Widerstands wird der Hoteldirektor Reiner Janssen, einst selbst Geschäftsführer des Schlosshotels, der in Berger einen Konkurrenten sieht. Überraschend nimmt er den Posten des Direktors beim konkurrierenden Kurhotel „Karnerhof“ an. Außerdem entwickelt er sich zum direkten Gegenspieler Bergers und versucht, durch mehr oder weniger perfide Pläne Berger aus dem Geschäft zu drängen. Ein Zimmermädchen des Schlosshotels Velden, Ida Jellinek, das Berger ausnehmend gut gefällt, wechselt zum „Casino Velden“. Im Laufe der Zeit wird aus der Liebelei zwischen den beiden  eine Beziehung. Jedoch zieht diese regelmäßige Intrigen durch Bergers frühere Geliebte, Krista Springer, mit sich, die versucht, sich zwischen die beiden zu stellen. Eine weitere Geliebte Bergers, die Direktrice Anja Weber, verlässt das Schlosshotel, um die Leitung des Kurhotels Karnerhof von Janssen zu übernehmen. Dieser übernimmt die Geschäftsführung des Golfclubs in Velden, um von dort aus seine Intrigen zu spannen. Am Ende der Saison beginnt der von Berger geplante Umbau des Schlosshotels. Ein Investor ist das Reisebüro Springer, dessen Erbin eben die Witwe Krista Springer ist. Sie will das Scheitern des Projektes herbeiführen, indem sie auf eine Eröffnung des Hotels bei Saisonbeginn besteht. Die Witwe Springer ist es auch, die für das Schlosshotel eine Bürgschaft bei der Bank übernimmt, dabei gerät sie selbst finanziell ins Schlingern. Da Berger viel zu sehr mit seiner Arbeit beschäftigt ist, vernachlässigt er Ida, mit der er inzwischen verlobt ist. Diese wendet sich in der Folge von ihm ab. Als sie den französischen Geschäftsmann André Blondeau kennenlernt, verliebt sich der charmante Mann in sie. Schließlich kommt Max, Bergers Sohn aus erster Ehe, zu Besuch, der zusätzlich für Wirbel sorgt.
Als Lennie Berger völlig überraschend stirbt – entsprechend dem tatsächlichen Ableben des Darstellers Roy Black im wirklichen Leben – erbt sein Sohn Max das Schlosshotel. Bergers Ex-Frau Elke Berger übernimmt bis zur Volljährigkeit ihres Sohnes  die Leitung des Hotels, dessen Umbau noch immer nicht beendet ist. Ihr lebensfremder Bruder Leo Laxeneder, inzwischen Nachlassverwalter, will ihr dabei unter die Arme greifen. Doch beinahe verliert er das Hotel an den hinterhältigen Geschäftsmann Thomas Kramer. Zwischenzeitlich ist dieser sogar fest davon überzeugt, die Hälfte des Hotels an sich gebracht zu haben. Währenddessen pachtet Elke Berger zusätzlich das Luxushotel „Park’s“, um ihr Personal beschäftigen zu können. Da Elke die Eröffnung des Hotels auf das nächste Jahr verschoben hat, beschließen die beiden Hausdiener Josip und Malec, das Hotel auf eigene Faust zu eröffnen.

## Besetzung

### Hauptdarsteller
| Schauspieler        | Rollenname               | Staffel | Jahre     |
| ------------------- | ------------------------ | ------- | --------- |
| Roy Black           | Leonard „Lenni“ Berger † | 1–2     | 1990–1991 |
| Julia Biedermann    | Ida Jellinek             | 1–2     | 1990–1991 |
| Manfred Lehmann     | Reiner Janssen           | 1       | 1990      |
| Christine Schuberth | Ulla Wagner              | 1–3     | 1990–1992 |
| Julia Kent          | Krista Springer          | 1–3     | 1990–1992 |
| Andrea Heuer        | Anja Weber               | 1–3     | 1990–1992 |
| Otto Retzer         | Josip                    | 1–3     | 1990–1992 |
| Adi Peichl          | Malec                    | 1–3     | 1990–1992 |
| Pierre Brice        | André Blondeau           | 2–3     | 1991–1992 |
| Alexander Bouymin   | Max Berger               | 2–3     | 1991–1992 |
| Henry van Lyck      | Thomas Kramer            | 2–3     | 1991–1992 |
| Uschi Glas          | Elke Berger              | 3       | 1991–1992 |
| Helmut Fischer      | Leo Laxeneder            | 2–3     | 1991–1992 |

### Nebendarsteller
| Schauspieler     | Rollenname               | Staffel      | Jahre           | Anmerkung                             |
| ---------------- | ------------------------ | ------------ | --------------- | ------------------------------------- |
| Ralf Wolter      | Schultz                  | 1            | 1990            | Portier des Schloßhotels              |
| Charles Elkins   | Holzer                   | 1–3          | 1990–1992       | Ober im Schloßhotel                   |
| Andrea Wicke     | Resi                     | 1–3          | 1990–1992       | Stubenmädchen im Schloßhotel          |
| Erwin Neuwirth   | Wolfgang Strasser        | 1            | 1990            | Veranstaltungsleiter                  |
| Peter Carsten    | Casinodirektor           | 1–3          | 1990–1992       | Onkel von Ida                         |
| Kurt Weinzierl   | Oberinspektor Grasshofer | 1–2, Special | 1990–1991, 1993 | Gendarm und später Bürgermeister      |
| Mike Krüger      | Bob Sager                | 1–2          | 1990–1991       | Veranstalter und Barbesitzer          |
| Beatrix Bilgeri  | Petra                    | 2–3          | 1991–1992       | Tierärztin und Lennis letzte Freundin |
| Frithjof Vierock | Alfred                   | 3            | 1992            | Ober im Parks                         |
| Matthias Bullach | Peter Tauschnitz         | 3            | 1992            | Innenarchitekt                        |
| Horst Janson     | Fredy                    | 3            | 1992            | Besitzer des Schloßhotel Seefels      |

## Produktion

### Entstehung
Im Jahr 1988 machte der RTL-Chef Helmut Thoma dem Produzenten Karl Spiehs das Angebot, von ihm eine Serie von Filmen mit 45 Minuten pro Serienfolge zu übernehmen. Spiehs, der seinerseits an einen neuen Wörthersee-Film gedacht hatte, schlug als Titel der Serie vor: Ein Schlosshotel am Wörthersee. Die Idee dazu kam ihm, weil Schloss Velden gerade von der Hypo Bank zu einer Luxusherberge umgebaut wurde. Spiehs setzte als Hotelchef auch seinen oftmaligen früheren Hauptdarsteller Roy Black durch, obwohl der einstige Schlagerstar gerade ein Karrieretief durchmachte.

### Dreharbeiten
Als das fiktionale Schlosshotel diente das Schloss Velden, das seit den 1950er Jahren als Drehort für Film- und Fernsehaufnahmen genutzt wurde. Durch den Tod von Roy Black im Jahr 1991 übernahm ab der dritten Staffel Uschi Glas die Hauptrolle.
Regie bei den einzelnen Episoden führten Franz Josef Gottlieb, Harald Leipnitz, Otto W. Retzer, Horst Kummeth, Holm Dressler, Peter Hill und Harald Vock. Die Drehbücher schrieben Erich Tomek (29 Episoden), Harald Vock (eine Episode), Robert Havalie, (vier Episoden, eine gemeinsam mit Erich Tomek), Gaby Zerhau (eine Episode) und Otto W. Retzer (eine Episode gemeinsam mit Erich Tomek).
Viele Szenen waren als Hommage an den Schlagerfilm der 1960er und 1970er Jahre angelegt. Filme dieses Genres spielten auch am Wörthersee. Eine Reihe von, insbesondere aus dieser Zeit, bekannten Schauspielern, Musikern und Moderatoren haben Gastauftritte in der Serie. Zu nennen wären Marijke Amado, Wolfgang Ambros, Eddi Arent, Jochen Busse, David Cassidy, Dennie Christian, Hans Clarin, Drafi Deutscher, Petra Drechsler, Fritz Eckhardt, Falco, Ottfried Fischer, Herbert Fux, Linda Gray, Jürgen Hingsen, Harald Leipnitz, Hias Mayer, Nina Hagen, Larry Hagman, Jörg Haider, sowie die Wildecker Herzbuben, Udo Jürgens, Harald Juhnke, die Kessler-Zwillinge, Hildegard Knef, Dagmar Koller, Ossy Kolmann, Peter Kraus, Mike Krüger, Zachi Noy, Thommi Ohrner, Gunther Philipp, Telly Savalas, Werner Schulze-Erdel, Georg Thomalla, Klausjürgen Wussow, Nockalm Quintett und Albin Berger.
Der Schauspieler Hansi Kraus spielte erneut die Rolle des Pepe Nietnagel, mit der er in der siebenteiligen Filmreihe Die Lümmel von der ersten Bank (1967–1972) bekannt geworden war. Die fiktionale Lebenslinie von Pepe hat aus dem frechen Schüler einen Kaplan werden lassen. Der Produzent Karl Spiehs und der Haupt-Drehbuchautor Erich Tomek hatten Cameo-Auftritte. Ansonsten konnte Spiehs mit der Aussicht auf eine Urlaubsidylle am Wörthersee immer wieder bekannte Stars engagieren.

### Produktplatzierung
Auffällig an der ersten im Auftrag des Privatsenders RTL hergestellten Fernsehserie sind zahlreiche Fälle von nicht ausgewiesener Produktplatzierung. So finden beispielsweise VISA-Kreditkarten, Acer-EDV-Produkte, Casino Austria, Sixt-Autovermietung, Hertz-Autovermietung, Spielautomaten von adp Gauselmann, Merkur Spielothek, Tabakwaren im Allgemeinen, Holsten Pilsener und Getränke der Marke Eckes sowie Fahrzeuge der Marken Nissan, Mercedes und Toyota Erwähnung.
Laut der Zeitschrift Stern hat die Tabakindustrie Geld für Schleichwerbung in der Serie an die Münchner Lisa-Film GmbH bezahlt.

## Episodenliste
1. Staffel (1990)
- 1. Der Ehrengast, Regie: Franz Josef Gottlieb;
  - Gäste: Ralf Wolter, Dolly Dollar, Max Grießer, Kurt Weinzierl, Margot Mahler, Harald Leipnitz, Zachi Noy
- 2. Ein Dinner für zwei, Regie: Franz Josef Gottlieb;
  - Gäste: Georg Thomalla, Peter Kraus, Christiane Rücker, Rainer Basedow, Wolfgang Ambros
- 3. Zwei Gauner auf Urlaub, Regie: Franz Josef Gottlieb;
  - Gäste: Hans Clarin, Frithjof Vierock, Heinz Marecek, Drafi Deutscher, Tommi Ohrner, Jürgen Hingsen, Arthur Brauss, Werner Pochath, Renate Langer, Peter Carsten
- 4. Liebesgrüße aus Venedig, Regie: Franz Josef Gottlieb
  - Gäste: Erwin Neuwirth, Andrea Wicke, Adolf Peichl, Rinaldo Talamonti
- 5. Das Fitness-Center, Regie: Franz Josef Gottlieb;
  - Gäste: Corinna Drews, Eva Astor, Petra Drechsler, Bruno W. Pantel, Eddi Arent, Wolfgang Fierek
- 6. Der Schönheitschirurg, Regie: Franz Josef Gottlieb;
  - Gäste: Gunther Philipp, Barbara Valentin, Christine Schuberth
- 7. Der Speck muß weg, Regie: Franz Josef Gottlieb;
  - Gäste: Ottfried Fischer, Fritz Eckhardt, Ulli Potofski, Günter Clemens
- 8. Der Pechvogel, Regie: Harald Leipnitz;
  - Gäste: Klausjürgen Wussow, Evelyn Engleder, Jörg Haider, Regina Sattler, Kurt Weinzierl
- 9. Adel verpflichtet zu nichts, Regie: Otto W. Retzer;
  - Gäste: Alfons Haider, Hildegard Knef, Jenny Jürgens, Herbert Fux, Isabel Varell, Dietmar Mössmer, Oliver Karbus
- 10. Mr. Charlie aus L.A., Regie: Franz Josef Gottlieb;
  - Gäste: Mike Krüger, Falco

2. Staffel (1991)
- 11. Saisonbeginn mit Hindernissen, Regie: Horst Kummeth
  - Gäste: Linda Gray, Larry Hagman
- 12. Die weißen Pferde von Lipizza, Regie: Horst Kummeth
  - Gäste: Günther Kaufmann, Ulrich Beiger, Dan van Husen, Hans Georg Panczak
- 13. Der Löwe ist los, Regie: Horst Kummeth
  - Gäste: Ankie Lau, Bhagavan Antle, Werner Asam
- 14. Hoppla Zwillinge, Regie: Horst Kummeth
  - Gäste: Alice und Ellen Kessler
- 15. Ein reizendes Kerlchen, Regie: Horst Kummeth
- 16. Doppeltes Spiel, Regie: Holm Dressler
  - Gäste: Nockalm Quintett
- 17. Doppelbuchung, Regie: Holm Dressler
  - Gäste: Eddi Arent, Cleo Kretschmer, Marijke Amado, Peter Rapp
- 18. Rendezvous am Wörthersee, Regie: Otto W. Retzer
  - Gäste: Hansi Kraus, Veronika Faber
- 19. Ein Glatzkopf kommt selten allein, Regie: Otto W. Retzer
  - Gäste: Telly Savalas
- 20. Alte Liebe rostet nicht, Regie: Franz Josef Gottlieb
  - Gäste: Waltraut Haas, Karl Schönböck, Dagmar Koller, Alexander Grill, Wildecker Herzbuben
- 21. Bilderjagd, Regie: Franz Josef Gottlieb
  - Gäste: Hansi Kraus, Heinz Eckner,

3. Staffel (1992)
- 22. Der Nachlaßverwalter, Regie: Peter Hill
  - Gäste: Monika Dahlberg, Jochen Busse
- 23. Leo in Nöten, Regie: Otto W. Retzer
- 24. Heimkehr zum Wörthersee, Regie: Otto W. Retzer
- 25. Wirbel im Park’s, Regie: Peter Hill
- 26. Frank & Eddy, Regie: Peter Hill
  - Gäste: Harald Juhnke, Peter Rapp
- 27. Verzwickte Verhältnisse, Regie: Peter Hill
- 28. Abenteuer in den Bergen, Regie: Otto W. Retzer
  - Gäste: Torsten Münchow
- 29. Zwei Männer um Elke, Regie: Peter Hill
- 30. Falsches Spiel mit Patrick, Regie: Otto W. Retzer
  - Gäste: David Cassidy
- 31. Eine goldene Nase, Regie: Harald Vock
  - Gäste: Klausjürgen Wussow
- 32. Anjas Baby, Regie: Otto W. Retzer
- 33. Teddy räumt auf, Regie: Otto W. Retzer
  - Gäste: Telly Savalas

Serienspecial (90 Minuten) (1993)
- 34. Sommerkapriolen, Regie: Otto W. Retzer
  - Gäste: Udo Jürgens, Jochen Busse, Werner Schulze-Erdel, Cosima von Borsody

## Rezeption
Zur ersten Folge im Oktober 1990 erschien in der Bild am Sonntag eine ganzseitige vernichtende Vorankündigung, die sich letztlich als tolle Werbung erwies. Die erste Episode wurde in Österreich von rund 2 Millionen, in Deutschland von rund 7 Millionen Zuschauern gesehen. Das war die höchste Quote, die der deutsche Privatsender bis dahin erzielen konnte. International wurde die Serie unter dem Titel Lakeside Hotel in über 40 Länder verkauft. Sogar der ORF, der unter Generalintendant Gerd Bacher die Filme von Karl Spiehs stets boykottiert hatte, kaufte durch Ernst Wolfram Marboe die Serie. Jede einzelne Folge fand hier 1,5 Millionen Zuseher. Für Roy Black brachte die Serie den erhofften Höhenflug, der durch seinen Tod 1991 jäh beendet wurde. Dieses Ereignis führte vorübergehend zu einer gesteigerten Beachtung der Serie, aber dann gingen die Einschaltquoten stark zurück. Zur letzten abendfüllenden Abschlussfolge äußerte Karl Spiehs: „Die war so schlecht. Also, wenn der Film irgendwo läuft, dann schalte ich ganz schnell weg auf einen anderen Sender.“

## Das Fotobuch
Anlässlich des 30-jährigen Jubiläums der Serie gestaltete 2020 der damalige Standfotograf Harald Lamprecht in Zusammenarbeit mit Lisa Film ein Fotobuch mit bisher unveröffentlichten Bildern sowie Fotos in überarbeiteter Qualität.